# Cybocephalus puttus
Cybocephalus puttus is een keversoort uit de familie Cybocephalidae. De wetenschappelijke naam van de soort is voor het eerst geldig gepubliceerd in 1968 door Endrödy-Younga.